# Día de la Fundación de la República (Corea del Norte)
El Día de la Fundación de la República (en hangul, 인민정권 창건일) es el Día de la República y día nacional de la República Popular Democrática de Corea.
El Día de la Fundación de la República es una de las más importantes fiestas nacionales del país junto con el Día del Sol (natalicio de Kim Il-sung), el Día de la Estrella Luz (natalicio de Kim Jong-il) y el Día de la Fundación del Partido.

## Historia
Después de la liberación de Corea en 1945 por fuerzas soviéticas y estadounidenses, un régimen militar comunista prosoviético se creó en el norte del país. Una nueva Asamblea Suprema del Pueblo fue elegida en agosto de 1948 y el 3 de septiembre fue promulgada una nueva constitución. La República Popular Democrática de Corea fue proclamada 6 días después el 9 de septiembre por Kim Il-sung como primer ministro. Desde entonces la fecha es llamada simplemente 9 9.

## Celebración
La fiesta nacional se celebra en todo el país. Ese día se realizan actuaciones artísticas, exhibiciones y eventos deportivos, entre otros. Es costumbre que los nuevos escolares sean admitidos en la Organización de Niños de Corea en este día.